# Herman Mikuž
Ne doit pas être confondu avec B. Mikuz.
Herman Mikuž est un astronome slovène de l'observatoire de Črni Vrh.

## Biographie
Le Centre des planètes mineures le crédite de la découverte de trente-trois astéroïdes numérotés, effectuée entre 1997 et 2013, dont un avec la collaboration de Stanislav Matičič.
| (13692) 1997 SW30   |                  |
| (14096) 1997 PC4    |                  |
| (14966) Jurijvega   | 30 juillet 1997  |
| (18845) Cichocki    | 7 septembre 1999 |
| (35320) 1997 BR8    |                  |
| (36056) 1999 RX32   |                  |
| (45576) 2000 CD75   |                  |
| (52624) 1997 VW8    |                  |
| (58590) 1997 SX30   |                  |
| (74620) 1999 RZ27   |                  |
| (133213) 2003 QS73  |                  |
| (143578) 2003 FA5   |                  |
| (163801) 2003 QQ73  |                  |
| (203939) 2003 QV73  |                  |
| (223334) 2003 QU73  |                  |
| (247715) 2003 FT1   |                  |
| (259414) 2003 QW73  |                  |
| (259480) 2003 SN200 |                  |
| (385424) 2003 DU6   |                  |